# Cypripedium catherinae
Cypripedium catherinae är en orkidéart som beskrevs av Leonid Vladimirovitj Averjanov. Cypripedium catherinae ingår i släktet guckuskor, och familjen orkidéer. Inga underarter finns listade i Catalogue of Life.